# MTV Plusz
Az MTV Plusz magyar nyelvű kísérleti kereskedelmi televíziós csatorna volt, amely a Budapesti Nemzetközi Vásár ideje alatt, 1988. május 17. és 27. között volt fogható. 1988 tavaszán, két hétig a Magyar Televízió 2. műsora kísérleti jelleggel, kereskedelmi csatornaként működött. Az adás a kettes csatornán volt fogható fél kilenctől délután hatig.
Reggel fél kilenckor kezdte műsorát az MTV Plusz, és délután hat óráig folyamatosan sugárzott műsort. Programjában angol, német, orosz és természetesen magyar híradók szerepelnek. Ezeket délelőtt is, délután is gyermekműsorok, magazinok és játékfilmek, illetve sorozatok követték. A műsorok között közvetlen és közvetett reklámok kaptak helyet, a stúdiókban fölvett beszélgetések egy része szintén kereskedelmi, illetve reklámcélokat szolgáló, úgynevezett szponzorált anyag volt. A külföldi kísérletek és tapasztalatok figyelembevételével fölépített program ügyelt arra, hogy az azonos típusú műsorok mindig egyazon időben, pontosan kezdődjenek, és a vállalkozás kísérleti jellege, "mássága" a műsorvezetők egységes öltözékében és egységes hangvételében is kifejezésre jusson. A kereskedelmi tévé első hirdetéseire több jelentős kül- és belföldi cég jelentkezett — világhírű bútorgyár, divatház, elektronikai cikkeket előállító gyár például — a tizenegy napos kísérlet mintegy húszmillió forintnyi költségét (amelyből 4,8 millió forint a Postának kifizetendő sugárzási díj) fedezni tudták. A tervek szerint az önellátó kereskedelmi televízió 1990-től kezdte volna meg működését, azonban a közszolgálati televízió már 1989-től az MTV Pluszhoz hasonló műsort szolgáltatott az akkor már átnevezett MTV 2 csatornán.

## Műsorok
Délelőtt főleg az óvodás korú gyermekeknek, a kismamáknak és a nyugdíjasoknak sugároztak műsort. A könnyűzenei program a tizenévesekére, a sorozatok pedig koncentrált. Eddig még nem látott hat, illetve háromrészes sorozatot mutattak be az MTV Plusz adásaiban. Az MTV Plusz magazinműsorai általában hat-tíz-tizenöt percig tartottak, váltakozó műsorvezetőpárokkal.